# Novafabricia labrus
Novafabricia labrus är en ringmaskart som beskrevs av Fitzhugh 1998. Novafabricia labrus ingår i släktet Novafabricia och familjen Sabellidae. Inga underarter finns listade i Catalogue of Life.